# Jonathan Nolan
Jonathan „Jonah” Nolan (ur. 6 czerwca 1976 w Londynie) – brytyjski autor i scenarzysta. Znany ze współpracy ze swoim bratem, reżyserem Christopherem Nolanem.

## Młodość
Urodził się w Londynie, jednak dorastał w okolicach Chicago. Uczęszczał do Loyola Academy w Wilmette, którą ukończył w 1994, a następnie do Georgetown University, który ukończył w 1999.

## Prace
Jonathan Nolan wielokrotnie współpracował ze swoim starszym bratem, Christopherem, z którym napisał scenariusze między innymi do takich filmów jak: Memento, Prestiż, Mroczny rycerz, czy Mroczny rycerz powstaje. Jest scenarzystą serialu Impersonalni, w którym główne role grają Michael Emerson i James Caviezel, a reżyseruje go J.J. Abrams.

## Nagrody
Za scenariusz do Memento Nolan był nominowany do Oscara, a także zdobył wyróżnienie na Sundance Film Festival. Zdobył nagrodę Saturn za scenariusz do obrazu Mroczny rycerz